# Joseph Vaz
Pour les articles homonymes, voir Vaz.
Joseph Vaz (ou Joseph Vaas; en konkani : जुझे वाज (Zuze Vaz); portugais : José Vaz), né le 21 avril 1651 à Benaulim (en), Goa (Inde), et décédé le 16 janvier 1711 à Kandy (Sri Lanka), était un prêtre catholique oratorien. Envoyé clandestinement sur l'île de Ceylan pour y soutenir la foi des catholiques persécutés par le pouvoir colonial néerlandais, il y meurt exténué à 59 ans. Beaucoup le considèrent, informellement, comme l'apôtre de Ceylan.
Béatifié à Colombo le 21 janvier 1995 par Jean-Paul II, durant sa visite pastorale au Sri Lanka, sa messe de canonisation a été célébrée le 14 janvier 2015, à Colombo, par le pape François. Il est liturgiquement commémoré le 16 janvier.

## Biographie

### Jeunesse et formation
Troisième des six enfants d'une famille brahmane de langue konkani, Joseph apprend la langue portugaise et le latin avant d’étudier au collège Saint-Paul des jésuites et faire son séminaire à l'Académie Saint-Thoma des Dominicains, deux importantes institutions de Goa. Il est ordonné prêtre (dans le clergé séculier) avant de fonder l’Oratoire de Saint Philippe Néri à Goa en 1684.

### Volontaire pour Ceylan
Lorsque les Néerlandais prennent le contrôle de Ceylan et en chassent les Portugais (chute du fort de Jaffna en 1658) la situation des catholiques dans l’île devient précaire. Le calvinisme est religion officielle. Tous les prêtres catholiques sont expulsés et la pratique du catholicisme devient clandestine. Joseph se porte volontaire pour aller au secours des catholiques de l’île. Mais il est d’abord envoyé dans la mission de Kannara en Inde du Sud. À son retour à Goa, en 1684, et peu après avoir y fondé une Congrégation de l'Oratoire de saint Philippe Néri, il obtient la permission de partir à Ceylan (1686). Déguisé en mendiant il entre à Ceylan par le port de Jaffna (1687).

### Travail pastoral clandestin
Dans des conditions difficiles d’errance et de clandestinité, il visite les petites communautés catholiques. En 1689, il prend quelque temps résidence à Sillalai (au nord-ouest de Jaffna, le long des rives de l'océan Indien), où se trouve une communauté catholique plus importante. Il y administre les sacrements, célèbre l’eucharistie et ravive le courage des catholiques, mais il ne peut pas y rester longtemps. En 1690, son passage est signalé à Puttalam, où il reste un an.
En 1692, il s’installe à Kandy, la capitale d’un royaume indépendant au centre de l’île. Cela devient sa résidence lorsqu’il n'est pas en tournée de visites pastorales auprès des communautés clandestines du reste de l’île. On le soupçonne d’abord d’être un espion portugais, mais son attitude comme son désir d’apprendre la langue locale (le Sinhala) lui attire respect et amitié. Un « miracle de la pluie » — son intercession obtient la chute de pluies alors que les moines bouddhistes avaient échoué — lui obtient même la faveur du roi Vimaladharmasuriya II : il est autorisé à prêcher le christianisme dans le royaume (1696).

### Vicaire général à Ceylan
Avec la protection du roi, il est plus libre de circuler, même dans les zones sous contrôle néerlandais. Il se rend à Colombo où sont arrivés (1697) trois collègues de l’Oratoire venus l’épauler dans son travail pastoral. Il y apprend qu’il a été nommé par l’évêque de Cochin (Kerala) « Vicaire général à Ceylan ». Une épidémie de petite vérole éclate à Kandy. Le soin que Vaz et ses compagnons apportent aux malades impressionne le roi qui lui accorde une encore plus grande liberté d’action.
Comme vicaire général, il organise une structure d’église clandestine pour les catholiques sous domination néerlandaise. À Kandy, il construit une nouvelle église et à la demande du roi, traduit plusieurs livres du portugais en sinhala. De nouveaux contacts parmi des notables sinhalas lui obtiennent quelques conversions. De nouveaux missionnaires arrivent en 1705 et Vaz organise la petite église en 8 districts, chacun dirigé par un prêtre. Il met en route un programme de littérature catholique semblable à ce que connaissent les bouddhistes. Son prestige lui permet également de parler en faveur des catholiques devant les autorités néerlandaises.
Le roi de Kanky, Vimaladharma Surya II, qui avait accueilli Vaz meurt en 1707, mais son successeur Vira Narendra Sinha lui est également favorable. De nouveaux missionnaires arrivent en 1708.

### Décès
En 1710, malgré de sérieux problèmes de santé, Vaz entreprend une tournée apostolique. À son retour à Kandy, il est sérieusement malade. Il décide de faire malgré tout sa retraite spirituelle de 8 jours, comme le veut la règle religieuse. Il succombe à la fièvre le septième jour de la retraite, le 16 janvier 1711: Joseph Vaz avait 59 ans.

## Canonisation
Les premières démarches en vue de la béatification de Joseph Vaz commencent en 1737. Durant de nombreuses années, il est connu en Inde et au Sri Lanka (nom contemporain de Ceylan) comme le « Vénérable Joseph Vaz ». Il est finalement béatifié par Jean-Paul II durant sa visite pastorale au Sri Lanka. La cérémonie eut lieu à Colombo le 21 janvier 1995.
À la suite des votes favorables des membres de la Congrégation pour la Cause des Saints pour la canonisation de Joseph Vaz, le pape François a signé le Décret de Canonisation le 17 septembre 2014. Le 14 janvier 2015, devant 500 000 Sri-Lankais réunis à Colombo, sur le front de mer, le pape a célébré la messe de canonisation.